# Pachypsylloides citreus
Pachypsylloides citreus är en insektsart som beskrevs av Loginova 1964. Pachypsylloides citreus ingår i släktet Pachypsylloides och familjen rundbladloppor. Inga underarter finns listade i Catalogue of Life.